# Tadaaki Hirakawa
Tadaaki Hirakawa (平川 忠亮 Hirakawa Tadaaki?,  Shizuoka, Shizuoka, 1 de mayo de 1979) es un exfutbolista japonés. Jugaba de centrocampista y su último club fue el Urawa Red Diamonds de Japón, donde desarrolló toda su carrera.

## Trayectoria

### Clubes
| Club               | País  | Año       |
| ------------------ | ----- | --------- |
| Urawa Red Diamonds | Japón | 2002-2018 |

## Palmarés

### Títulos nacionales
| Título             | Club               | País  | Año  |
| ------------------ | ------------------ | ----- | ---- |
| Copa J. League     | Urawa Red Diamonds | Japón | 2003 |
| Copa del Emperador | Urawa Red Diamonds | Japón | 2005 |
| Supercopa de Japón | Urawa Red Diamonds | Japón | 2006 |
| J1 League          | Urawa Red Diamonds | Japón | 2006 |
| Copa del Emperador | Urawa Red Diamonds | Japón | 2006 |
| Copa J. League     | Urawa Red Diamonds | Japón | 2016 |
| Copa del Emperador | Urawa Red Diamonds | Japón | 2018 |

### Títulos internacionales
| Título                      | Club               | Sede    | Año  |
| --------------------------- | ------------------ | ------- | ---- |
| Liga de Campeones de la AFC | Urawa Red Diamonds | Saitama | 2007 |
| Copa Suruga Bank            | Urawa Red Diamonds | Saitama | 2017 |
| Liga de Campeones de la AFC | Urawa Red Diamonds | Saitama | 2017 |